# Qitai
Qitai (en chino, 奇台; pinyin, Qítái) también conocida por su nombre uigur de Guqung (en uigur: گۇچۇڭ, romanizado: Guqung, lit. 'ciudad antigua'; en chino, 古城; pinyin, Gǔchéng) es un condado bajo la administración directa de la Prefectura Changji en la Región autónoma de Sinkiang, República Popular China. Su área es de 16 644 km² y su población total para 2010 superó los 210 mil habitantes.

## Administración
Desde marzo de 2023, el condado Qitai se divide en 15 pueblos que se administran en 9 poblados, 3 villas y 3 villas étnicas.

## Toponimia
Del nombre Qitai  [/Chi-Tái/]  se desprenden dos teorías; una es que durante la dinastía Qing (1759), se construyó el fuerte Qitai en este lugar, que era la séptima fortaleza al este de Urumqi, por lo que la llamaron Qitai (七台 7ª estación) debido a que suenan igual, fue cambiando la forma de escritura. 
La segunda es que debido a la escasez de agua en la antigua ciudad del condado (ahora Laoqitai), cada hogar cavó y construyó varias "plataformas de pozos" con formas "extrañas" o "improvisados", por lo que la llamaron Qi (extraño, imprevisto) y Tai (plataforma).
Los locales comúnmente se refiere a ella como 'ciudad antigua', en chino Kucheng (古城 Gǔchéng), en uigur y oficialmente Kuchung (گۇچۇڭ Guchung) .